# Tribu Voltinia

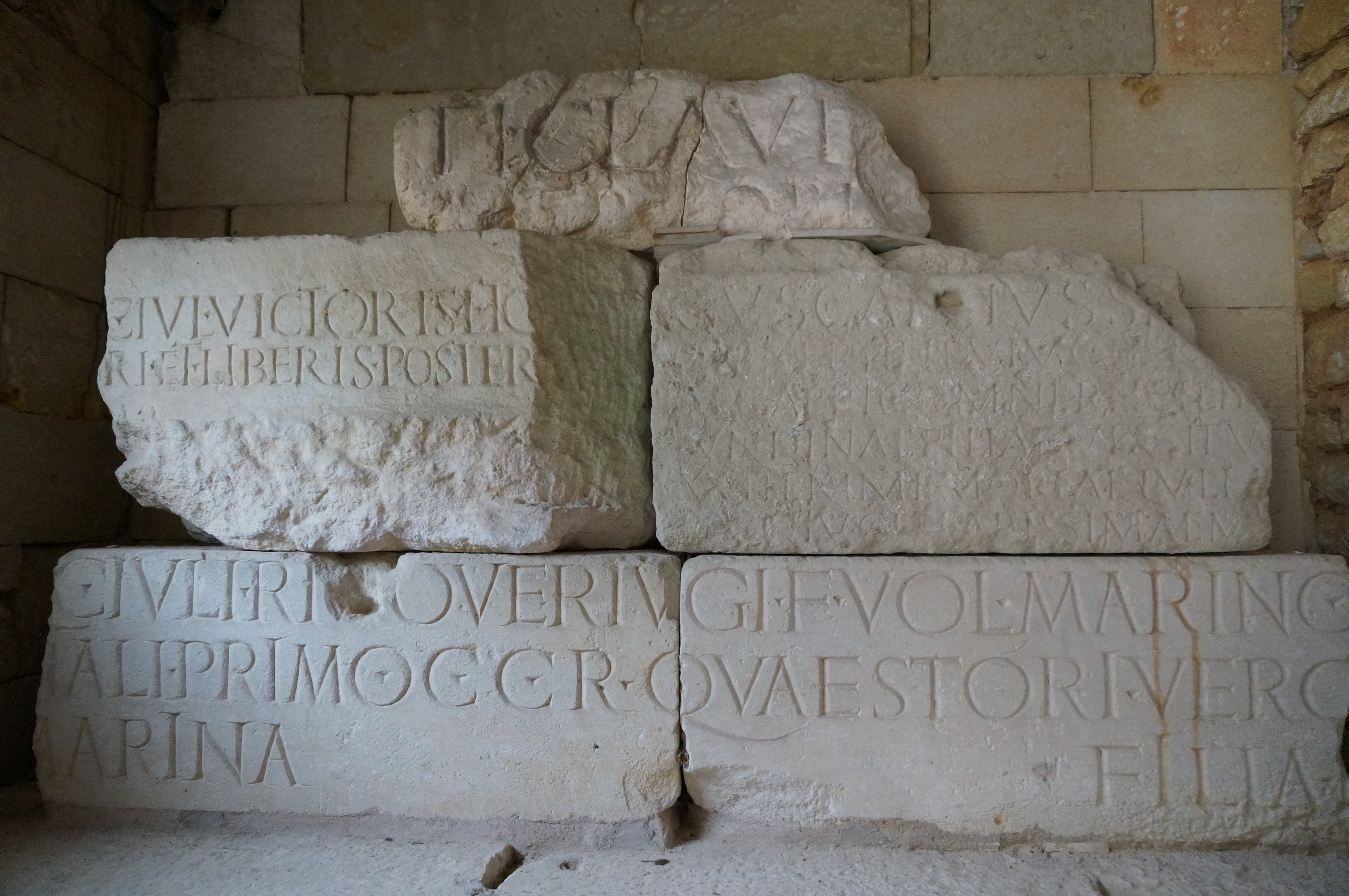
Inscription honorifique de Caius Iulius Marinus, de la tribu Voltinia. Pierre inférieure, 1re ligne, abréviation. Saintes, Musée archéologique.

La tribu Voltinia (en latin classique : Voltǐnǐa) est l'une des trente-et-une tribus rustiques de la Rome antique.
D'après une inscription, elle aurait été la deuxième tribu rustique créée.
En Gaule Narbonnaise, une grande majorité (voire la totalité) des citoyens était inscrits dans cette tribu. On la retrouve aussi chez les Convènes, les Ruthènes et à Saintes et pour les citoyens de la colonie de Vienne. Chez les Osismes à Douarnenez la base d'une statue de Neptune Hippios indique un curateur du nom de Caius Varenius Varus de la tribu Voltinia(René Sanquer 1973).